# Garanzia di qualità
Per garanzia di qualità o assicurazione qualità si intende l'insieme delle attività volte a garantire il soddisfacimento degli obiettivi della qualità, che possono riguardare l'organizzazione della produzione, la progettazione, gli acquisti, il prodotto, l'installazione del prodotto, le vendite, l'assistenza post vendita, i controlli della qualità. 
In questo senso i controlli della qualità sono intesi come una o più attività tecniche per verificare e/o dimostrare che il prodotto e/o il servizio conseguano i requisiti tecnici richiesti dalle specifiche o dalle norme applicabili. I controlli della qualità sono parte integrante dell'assicurazione di qualità. Così come l'assicurazione della qualità, attraverso il piano della qualità, pianifica e documenta le azioni atte a verificare la gestione della qualità, analogamente il piano dei controlli della qualità, assicura che le sequenze, i controlli ed i collaudi previsti siano eseguiti secondo le modalità definite dal contratto, dalle norme e/o dalle specifiche tecniche applicabili. In molte situazioni contrattuali, la corretta e completa esecuzione dei controlli, il collaudo dei materiali e l'assenza di non confomità sono preliminari al pagamento delle opere e dei servizi associati. In tale situazione contrattuale, laddove sia stata rilevata una non conformità, si possono non pagare le opere o deprezzarne il valore.
In genere le attività riguardanti l'assicurazione qualità sono dettate dal tipo modello organizzativo o di certificazione qualitativa che l'azienda ha deciso di seguire, ad esempio la ISO 9000 o altri standard settoriali di gestione qualità.
Tutte queste attività sono solitamente registrate su qualunque tipo di supporto (cartaceo, elettronico, ecc) a dimostrazione della corrispondenza tra ciò che era stato pianificato ed i risultati ottenuti.
Il responsabile aziendale per l'assicurazione qualità viene normalmente chiamato RAQ (Responsabile Assicurazione Qualità) oppure RGQ (Responsabile Gestione Qualità).